# Cała naprzód: Safarii
Cała naprzód: Safarii (ang. Carry On Up the Jungle) – brytyjska komedia filmowa z 1970 roku, w reżyserii Geralda Thomasa i ze scenariuszem Talbota Rothwella. Jest dziewiętnastym filmem zrealizowanym w cyklu Cała naprzód i stanowi parodię filmów przygodowych o podróżach Europejczyków po afrykańskim buszu. Najbardziej bezpośrednie są odniesienia do opowieści o Tarzanie.

## Opis fabuły
Akcja filmu rozgrywa się w bliżej nieokreślonych czasach kolonialnych (kostiumy i rekwizyty wskazują na przełom XIX i XX wieku) i opowiada o losach ekspedycji Brytyjczyków podróżujących przez afrykański interior. Jej dwoma głównymi uczestnikami są profesor Tinkle oraz bogata arystokratka Lady Bagley, przy czym każde z nich wybrało się w tę niebezpieczną drogę w zupełnie innym celu. Profesor jest ornitologiem i liczy na odkrycie i opisanie nieznanych dotąd w nauce gatunków ptaków. Towarzyszy mu asystent, pan Chumley, któremu z najwyższym trudem przychodzi opanowanie swych popędów wobec obecnych na wyjeździe pań. Lady Bagley była już w tych stronach około dwudziestu lat temu, jako młoda mężatka, z mężem i malutkim wówczas synem. W wyniku nieszczęśliwego wypadku męża najprawdopodobniej pożarł krokodyl, jednak są podstawy sądzić, iż dziecko przeżyło. Lady Bagley pragnie odnaleźć dorosłego już syna, a pomaga jej w tym młoda służąca June. Opiekę nad grupą w tej niebezpiecznej podróży sprawuje przewodnik pan Boosey oraz jego afrykański współpracownik Upsidaisi wraz ze swoimi ludźmi.

## Obsada
- Frankie Howerd jako profesor Tinkle
- Joan Sims jako Lady Bagley
- Kenneth Connor jako Chumley
- Sid James jako Boosey
- Bernard Bresslaw jako Upsidaisy
- Jacki Piper jako June
- Terry Scott jako Ugh, chłopak z dżungli
- Charles Hawtrey jako król Tonka Wielki
- Valerie Leon jako Leda

i inni  

## Produkcja
Film został zrealizowany w całości na terenie Pinewood Studios pod Londynem, gdzie stworzono plan imitujący afrykańską dżunglę. Język, w którym Boosey i Upsidaisy komunikują się z afrykańskimi tragarzami to suahili, przy czym grający tragarzy statyści byli w rzeczywistości czarnymi imigrantami z Karaibów i nie znali tego języka. Jedyną osobą z obsady, które autentycznie była w stanie porozumiewać się w tym języku, był pochodzący z Afryki Południowej Sid James.